# Переду-душ-Каштелянуш
Переду-душ-Каштелянуш (порт. Peredo dos Castelhanos; МФА: [pɨ.ˈɾe.du duʃ kɐʃ.tɨ.ˈʎɐ.nuʃ]) — парафія в Португалії, у муніципалітеті Торре-де-Монкорву. Розташована в північно-східній частині країни, на теренах історичної португальської провінції Трансмонтана. Входить до складу округу Браганса. За адміністративним поділом, чинним до 1976 року, терени парафії були складовою провінції Трансмонтана і Верхнє Дору. Належить до Брагансько-Мірандської діоцезії Католицької церкви. Патрон — святий Юліан. Площа — 17,9519 км². Населення — 111 ос. (2011). Слабо урбанізований регіон. Густота населення — 6,18 осіб/км²
. Код — 040914.

## Населення
| Кількість мешканців | Кількість мешканців | Кількість мешканців | Кількість мешканців | Кількість мешканців | Кількість мешканців | Кількість мешканців | Кількість мешканців | Кількість мешканців | Кількість мешканців | Кількість мешканців | Кількість мешканців | Кількість мешканців | Кількість мешканців | Кількість мешканців |
| ------------------- | ------------------- | ------------------- | ------------------- | ------------------- | ------------------- | ------------------- | ------------------- | ------------------- | ------------------- | ------------------- | ------------------- | ------------------- | ------------------- | ------------------- |
| 1864                | 1878                | 1890                | 1900                | 1911                | 1920                | 1930                | 1940                | 1950                | 1960                | 1970                | 1981                | 1991                | 2001                | 2011                |
| 401                 | 418                 | 397                 | 438                 | 439                 | 342                 | 367                 | 388                 | 412                 | 418                 | 264                 | 256                 | 174                 | 148                 | 111                 |